# 臺中樂成宮

24°08′27″N 120°41′53″E / 24.140766°N 120.698170°E

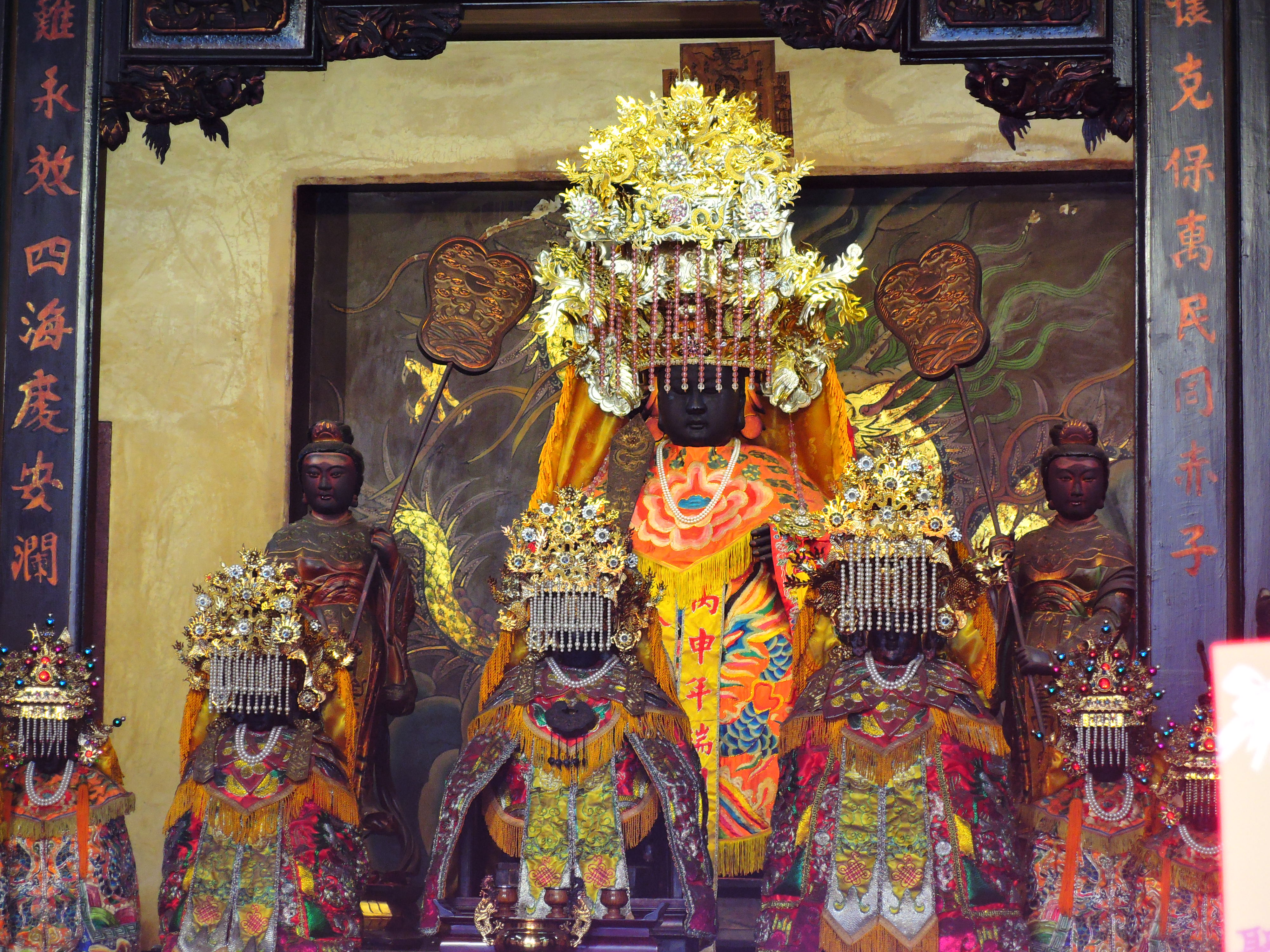
臺中樂成宮旱溪媽祖

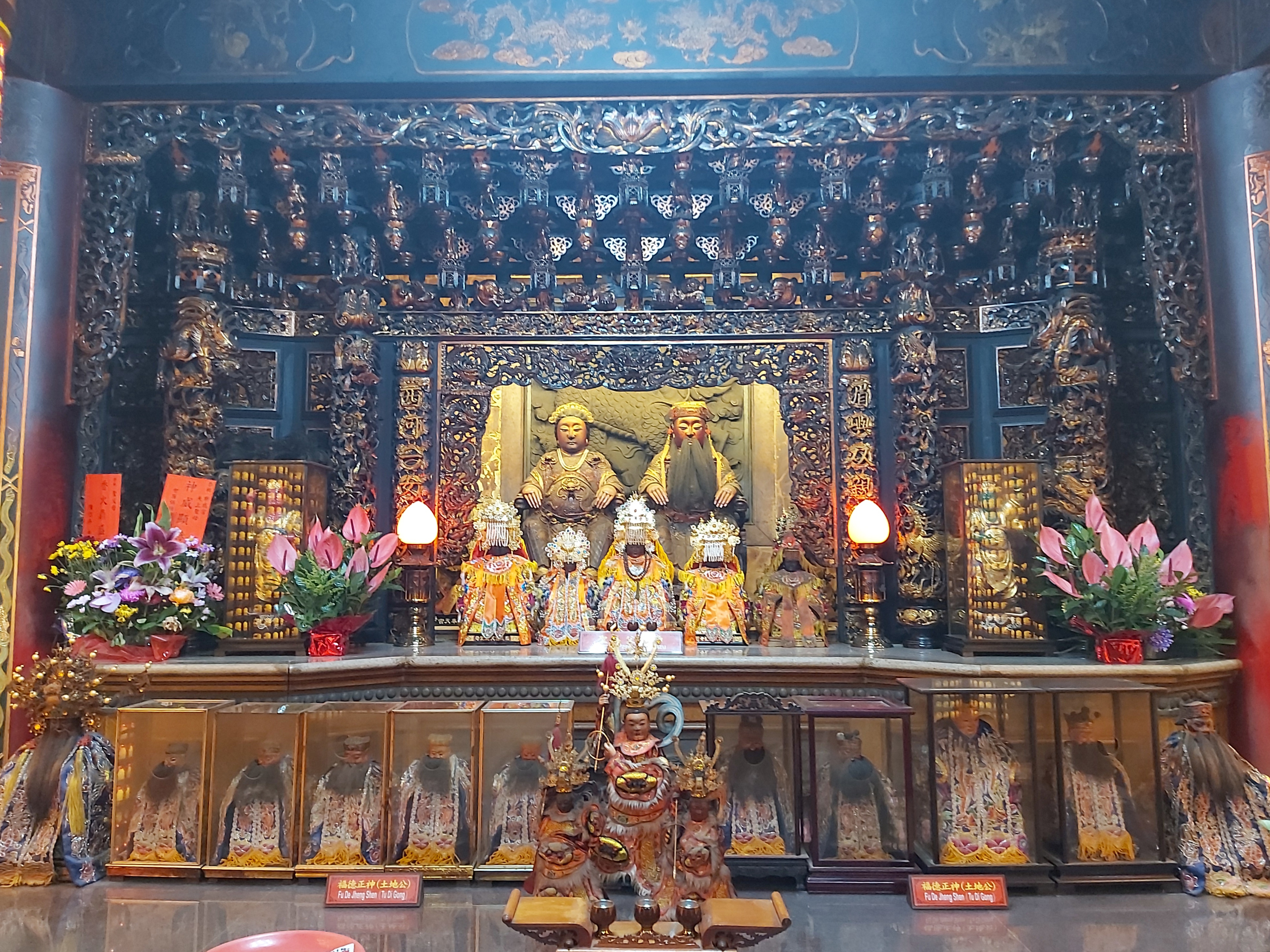
臺中樂成宮聖父母殿

臺中旱溪樂成宮，是位於臺灣臺中市東區旱溪的媽祖廟，此廟主祀之媽祖被稱為旱溪媽祖，建築、文物與遶境活動分別被列為臺中市文化資產的市定古蹟、古物及市定民俗。

## 歷史
相傳此廟媽祖為林大發之先祖來旱溪拓墾時所迎請，後由庄民建廟奉祀，興建於清高宗乾隆十八年（1753年）。此廟位於漢人從台中市區往大坑山區及太平開墾的必經之地，也是漢人與原住民接觸做生意之處，因此形成一小市集。道光十二年（1832年）的《彰化縣誌》記載彰化縣內媽祖廟計有二十一座，其中一座位於旱溪庄。
1904年，霧峰人林垂拱贈送由清朝末代狀元劉春霖所寫「法雨宏施」的匾額。1921年，旱溪庄保正林源泉、張昧、賴為堯，協同地方人士林大發、龔顯柴、林阿堂、林同、林均等人推動重建工程，1924年廟宇正殿建造完成，1929年三川殿竣工。當時在陳應彬監造下，完成三川殿的重檐假四垂及五門斷檐升箭口。為兩殿式建築，前殿屋頂為重簷歇山顶。
戰後地址為東區旱溪街48號，屬旱溪里。省轄市時期，與舊社南興宮、南屯萬和宮、台中萬春宮並稱臺中市四大媽祖廟。
由時任樂成宮董事長何春木省議員推動，1985年列為三級古蹟。1991年擴建後殿，祀奉媽祖雙親。九二一地震時石柱位移、木構架位移、左山牆全倒及部分屋頂塌陷，同年11月16日因地震導致右方屋頂及右山牆嚴重倒塌。2001年7月18日，內政部核定樂成宮修復經費新臺幣四千五百萬元，先核撥第一期五百萬元。受損拆卸的剪黏作品，為北派匠師作品，捐贈國立自然科學博物館。為配合樂成宮震後整修工程，臺中市政府工務局向中央爭取到三百多萬元，一併進行廟埕廣場及旱溪街風貌再造，將廟埕廣場改鋪地磚，並於旱溪街裝設古式路燈。廟方同時請建築師黃貴帝設計興建高四十公尺的標碑，導引信眾參拜媽祖。該塔標碑於2003年完工，以青斗石作壁雕，入夜後從潭子、太平、大里等方向來往的車輛可望見。

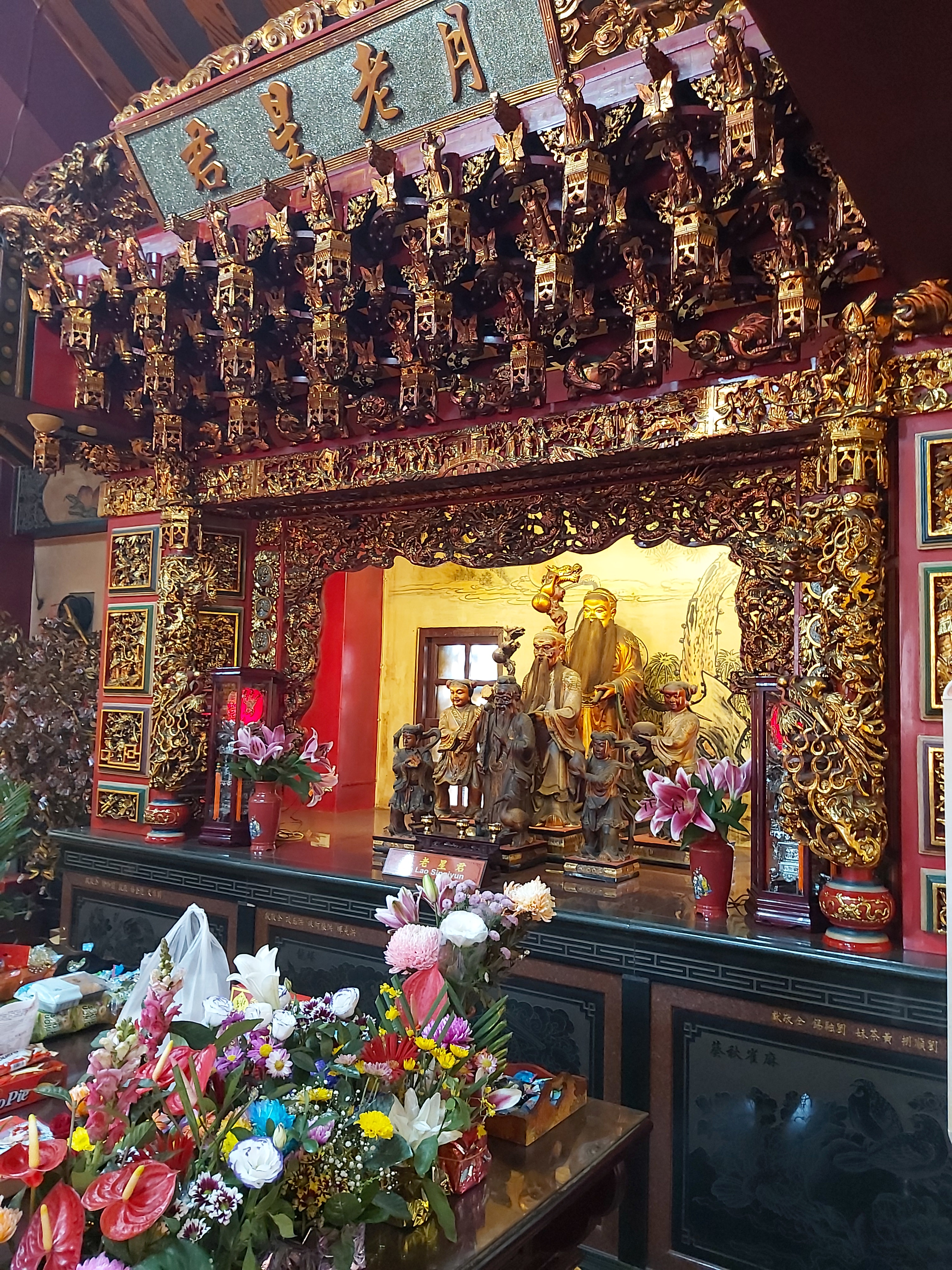
月老殿

2004年19日到21日舉行入火安座謝土慶成儀式，在建成路、振興路、樂業路、十甲東路，旱溪路都設歡迎門牌樓，21日辦入火安座大典。2005年在後殿二樓左正殿增設月老殿，同年12月新製的青斗石石獅安座。2008年8月，臺中市文化資產處將「旱溪媽祖遶境十八庄」登錄為直轄市定民俗類文化資產。2010年2月3日，圖書閱覽室落成啟用。2022年8月，樂成宮嘉慶年款案桌、樂成宮「法雨宏施」匾、樂成宮開基正二媽神像被登錄為臺中市一般古物。
。

## 祭祀與爭議

### 遶境

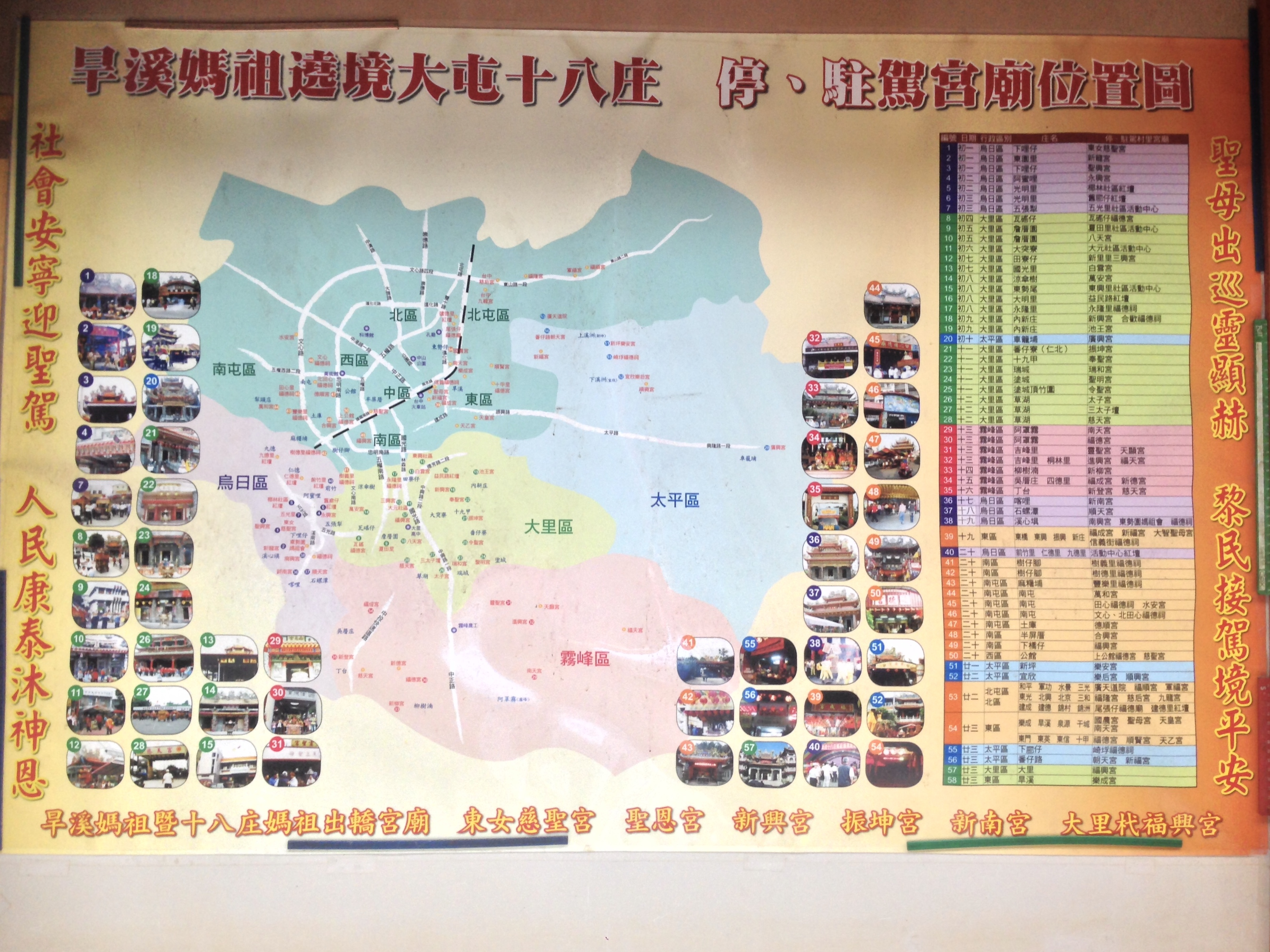
旱溪媽祖遶境大屯十八庄
停、駐駕宫廟位置圖

十八庄遶境始於道光年間，當時中臺灣稻田發生黑龜病蟲害，烏日下哩仔信徒前來樂成宮請旱溪媽祖及南瑤宮媽祖前來遶境，其他鄰近庄頭聞訊亦恭請旱溪媽祖及南瑤宮媽祖驅除蟲害，此後每年農曆三月初一，由頭庄下哩仔信徒來恭請十八庄各庄媽祖及邀請旱溪媽祖、南瑤宮媽祖一同遶境祈福，再來初二為阿密哩、初三五張犁、初四大里瓦磘仔、初五詹厝園、初六大突寮、初七田寮、初八涼傘樹、初九內新、初十太平車籠埔、十一塗城、番仔寮、十二草湖、十三阿罩霧、十四柳樹湳、十五吳厝、十六丁臺、十七喀哩、十八石螺潭、十九溪心垻、二十日旱溪，二十三日巡完大里後回鑾入廟。這些庄頭涵蓋臺中市烏日、大里、太平、霧峰、東區等行政區，有「旱溪媽祖蔭外庄」（庇蔭其他村莊）之譽。遶境南屯時，南屯的萬和宮媽祖神轎也會加入十八庄遶境行列；大里地區則有「十八庄遶透透，大里呷中午」的俗諺。最後回到各庄時，在各庄媽祖廟舉辦盛大祝壽活動，在1954年報導時記者稱該日為「全市最熱鬧的一天」。後來喀哩、石螺潭和溪心垻移到同一天，大里也改到二十三日。早年，旱溪、十甲地方的武館獅陣也跟隨著旱溪媽祖婆遶境，但因時代變遷，在2017年報導時當地僅剩集和堂玉麟金獅陣。
2018年僅剩喀哩新南宮隨旱溪樂成宮遶境十八庄。原本大屯十八庄迎媽祖內的所有媽祖廟依傳統繼續遶境十八庄，而形成兩個隊伍不同名目的遶境。
原本此項活動只有恭迎旱溪樂成宮的媽祖，但大屯區內各庄的媽祖也參與行動，如烏日的喀哩新南宮、大里福興宮、大里新興宮、大里振坤宮、大里大突寮媽祖，之後南屯區建功路的護國聖瀾宮也加入，又增加南屯區的北田心（大同里）、西區的土庫仔（土庫里）、公館仔庄頭出巡繞境，形成現在稱為「大屯媽祖聯合出巡十九庄」的聯合遶境。後來，大里永隆里退出，改由大里永隆宮自行遶境里內。
2005年，樂成宮聘請中興大學歷史系教授林正珍等學者及地方文史工作者隨隊採集遶境活動，以一年時間田野調查及訪談耆老，並出版相關書籍。2008年8月初，臺中市文物審議委員會審議，將樂成宮遶境以「旱溪媽祖遶境十八」之名登錄為臺中市文化資產，其後亦曾獲選為「臺灣宗教百景」之一。2016年臺中市議員邱素貞、江肇國亦提案將此民俗從市定民俗提升成國家層級，並獲得議員曾朝榮、何文海、李天生、蔡雅玲等人連署。臺中市文化資產處則表示同年已獲得文化部補助，將對該民俗進行更詳細的調查，調查報告完成後將送文化部審查指定為「重要民俗及有關文物」。樂成宮常務董事何敏誠議員，也在議會當面質詢。

#### 文獻紀載
一、南屯萬和宮民國93年出版宮志：｢昔年農曆3月20日天上聖母聖誕前，本廟媽祖鑾駕亦曾出巡遶境信徒分布各庄。遶巡本境場面盛大…..然清道光五年(1825)以後即不復舉行。嗣後僅迎接旱溪媽祖於麻糍埔，送至牛墟即回駕｣。
二、臺灣舊慣習俗信仰：｢繞繞境與臺中旱溪媽祖繞境路關…其中台中市旱溪媽祖每年繞境的路關(路線)和日期如下..｣。
三、臺灣舊慣婚葬祭と年中行事：第一編22節：｢遶境と台中旱溪媽祖繞境路關｣(台中旱溪媽祖繞境路程)
四、昭和十年臺灣震災誌：當年腦炎流行，日本當局干預，使得遶境活動延期到舊暦四月一日才舉行…
五、媽祖婆靈聖：萬和宮典藏許多清朝的鐘、鼎、香爐、神轎、交趾陶等，成為具有化價值的常設展示…酬神的字姓戲，相傳是道光年間，本宮｢老二媽｣於旱溪媽祖遊庄至南屯時，例行接駕，相隨遶境南屯老街至田心仔。

#### 爭議
然而部分學者及十八庄宮廟卻認為「旱溪媽祖遶境十八庄」此一說法有待商榷。如學者溫宗翰即根據史料指出，此活動是舊屬藍興堡及貓羅堡的下廍子、阿密哩、五張犁、瓦磘子、埔哩、大突寮、詹厝園、涼傘樹、內新、塗城、車籠埔、草湖、霧峰、柳樹湳、吳厝、丁臺、喀哩、螺潭、溪心埧等庄頭（不包含旱溪）間的聯合祭典。這些庄頭位於彰化南瑤宮信仰圈內，因經濟和家族互動而連結，遂共同迎請南瑤宮、樂成宮等外地媽祖及各庄頭媽祖巡視並演戲祝壽，後來芬園寶藏寺媽祖、大里福興宮媽祖、台中萬春宮媽祖、其他非媽祖之庄頭神明等也陸續加入，各庄頭甚至亦可依喜好增加或減少迎請之神明。溫宗翰據此認為整體活動之原型即為「十八庄迎媽祖」，1934年鈴木清一郎《臺灣舊慣：冠婚葬祭と年中行事》及後續研究可能因未全面掌握儀式內容、幫忙樂成宮鼓吹文資身分而稱之為「遶境十八庄」。
其後樂成宮則試圖主導此活動。九二一大地震後十八庄迎媽祖活動蕭條，部分十八庄宮廟與樂成宮合作辦理「大屯地區十八庄聯合遶境活動」，2007年時此活動被樂成宮單方面改稱為「旱溪媽祖遶境十八庄」。2008年此活動登錄無形文化資產時，不但文資所有權、保存單位僅有樂成宮，也有跨縣市登錄的問題（十八庄所在的烏日、大里等區時屬臺中縣）。又為維持此文資身分，樂成宮管理階層要求十八庄配合，遂使2018年發生「鬧雙胞」之事件，樂成宮、十八庄同日分別辦理繞境，而十八庄繞境起點（稱之為「頭庄」）的烏日下哩仔東女慈聖宮未能循往例迎請到旱溪媽祖參與。2020年時樂成宮再次阻撓迎請，東女慈聖宮遂於迎請完各廟神後，架設「天臺」及神位迎請樂成宮媽祖降靈，卻遭樂成宮於官方Facebook上質疑此活動「假借」樂成宮名義，再次引發爭議。
溫宗翰認為現象上十八庄之間彼此獨立、沒有統合信仰中心、更不以旱溪樂成宮為境主廟，文資登錄過程也有瑕疵，故主張應廢除「旱溪媽祖遶境十八庄」之此一法定無形文化資產，將該民俗正名為「十八庄迎媽祖」並還文化詮釋權於十八庄。
後來臺中市政府文化資產處於2021年將「旱溪媽祖遶境十八庄」與「大屯十八庄迎媽祖」一同登錄臺中市民俗文化資產。
鈴木清一郎所書《台湾旧慣冠婚葬祭と年中行事》所書針對台灣信仰祭祀、風俗民情、婚喪喜慶等。此書動機在日本統治台灣近四十年，用意企圖「改善」「矯正」台灣人迷信弊風。
針對此書岡田謙有此評論：
從學術的眼光來看，本書亦有不少的缺失。1935年4月岡田謙在《民族學研究》即批評某些習慣的敘述不夠深入，對象大多以福建移民為主，年中行事也是根據作者的見聞和調查，並未針對地方作清楚說明。
申請台中市文化資產：
早期旱溪樂成宮宮誌裡寫道：
1999年（民國88年）九二一大地震，災後中部地區經濟蕭條。
2000年（民國89年）旱溪樂成宮舉辦十八庄的「聯合遶境活動」，用車巡方式縮減至三天，藉由聖母出巡撫慰災民，接連繞境十八庄三年。
三年圓滿完科後，樂成宮召開董事會議。
在董事會議上提出遶境十八庄對旱溪樂成宮聲望具有一定提升，便投票通過並接連舉行遶境十八庄活動。
2008年8月初，臺中市文物審議委員會審議，將樂成宮遶境以「旱溪媽祖遶境十八庄」之名登錄為臺中市文化資產
2016年臺中市議員邱素貞、江肇國亦提案將此民俗從「市定民俗」提升成「國家層級」
2008年登錄無形文化資產，台中市東區跨越縣市申請時為台中縣的烏日、大里、霧峰等十八庄頭，並且把所有文化資產所有以及保存單位都登記樂成宮。
期間內旱溪樂成宮多次會晤東女慈聖宮時任主委林金池先生，會晤內容多次提到將「頭庄」一詞交由樂成宮使用，因下哩庄人少可用資金不足，樂成宮提出花費均由樂成宮支出以弘揚十八庄文化。
2018年東女慈聖宮由黃清森先生就任主委，並於當年發生下哩庄要掛上「頭庄迎十八庄媽祖」等字眼的紅布條，讓旱溪樂成宮深感不滿，揚言若是不撤下布條改為「旱溪媽祖遶境十八庄」，就不讓頭庄至樂成宮請媽祖。
同年並且發生頭庄請不到旱溪樂成宮的媽祖，用紅紙寫上樂成宮神位恭至天臺受拜，引起樂成宮不滿並揚言不撤下此神位要提告，引起網路以及宗教界喧嘩。
戲劇影集戲說台灣：
2020年三立電視台節目戲說台灣上映「旱溪媽破三劫」內容引用十八庄的起源典故故事改編而成。
劇情典故改為十八庄第二庄阿密哩里長至旱溪樂成宮恭請旱溪媽祖除蟲害，在當年遭受批評認為不尊重歷史，欲用影片宣傳「旱溪媽祖遶境十八庄」。
自2018年後，旱溪樂成宮所發行的農民曆上所寫「旱溪媽祖遶境十八庄」改成頭庄為旱溪庄，第一庄為下哩仔庄、第二庄阿密哩庄。
補充早期林美容教授所寫《彰化媽祖的信仰圈_東堡十八庄迎媽祖》
活動開始時，首日是由「頭庄」下哩仔居民到鄰近的台中市旱溪樂成宮，台中市 萬春宮，以及域內的大里鄉內新庄新興宮、大里福興宮、喀哩新南宮及番仔寮振坤 宮去請媽祖，此外，前一天即已到南瑤宮去請老五媽，居民稱為彰化媽或南門媽（因 南瑤宮在昔日之南門外），以及到芬園鄉寶藏寺去請媽祖。除了萬春宮台中媽第二天 連其神轎一併送回外，其餘媽祖都參與十八庄的遶境活動，從第一天到最後一天為止 。十八庄迎媽祖這個活動整體來說是「十八庄媽」會同彰化媽、台中媽、旱溪媽、內 新媽、大里媽、番仔寮媽在十八庄內遶境遊庄，一天一個村庄（十五日與十七日是數 個村庄合併舉行），輪完為止。

## 老樹

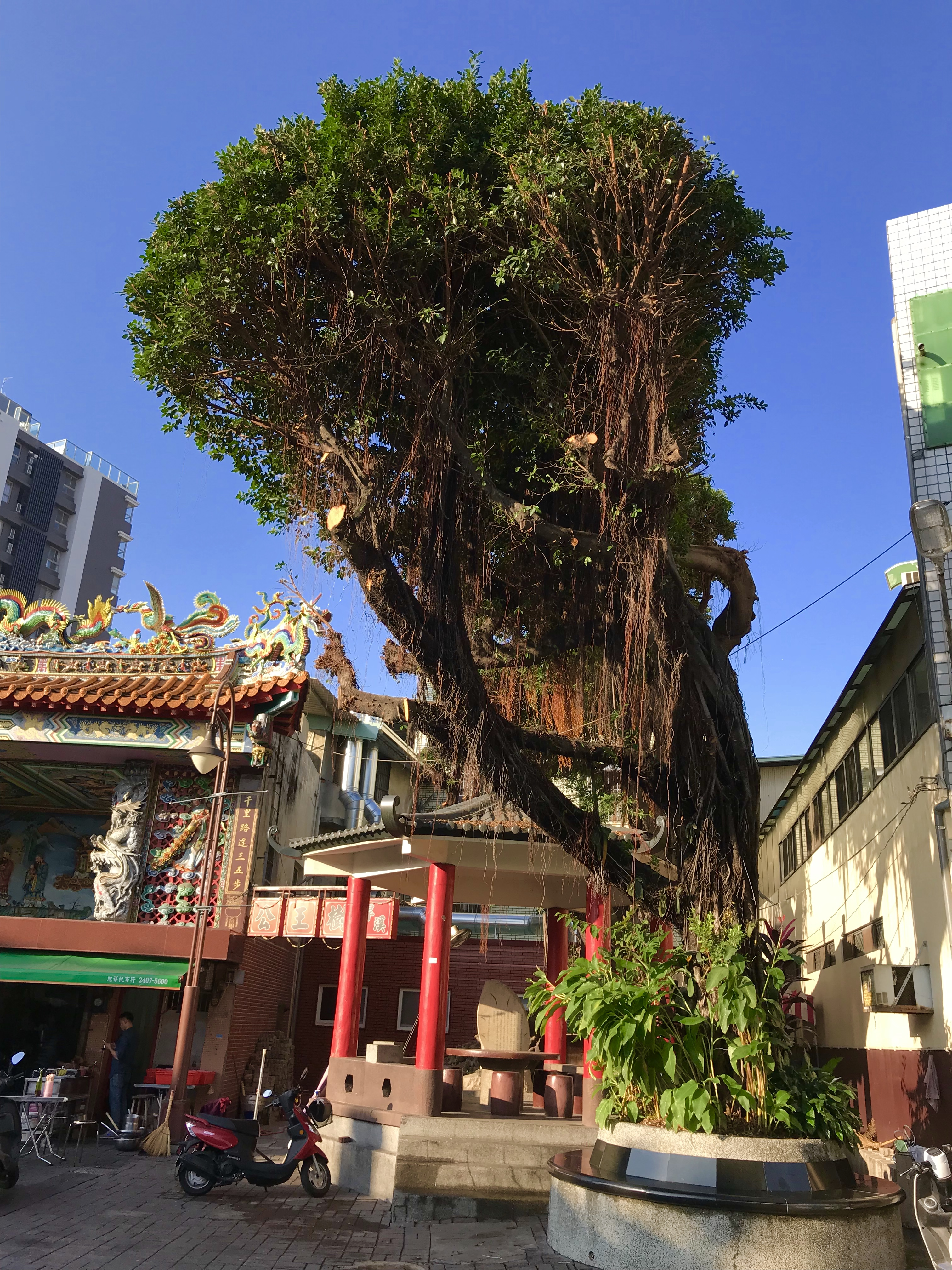
旱溪樹王公

廟埕正前方戲台兩側，各有一株老榕樹，其中靠近旱溪街、比較嬌小被視為母，另一株長滿氣根、樹鬚為公。
在美軍空襲時，因人們躲在公樹下的防空洞獲救，信徒遂在樹下安置一尊樹王公神像。在1993年報導時，市府農林課人員表示此樹缺少土壤通氣處理，樹蔭下又有不少攤販聚集，對老樹的存活具有莫大的威脅。九二一地震後該廟整修，廟方於洽詢陸軍第十軍團指揮部、台中市後備司令部等單位，確認防空壕未在作戰工事列管範圍後，將其拆除以防遊民佔據。2004年報導時公樹高約15公尺，樹圍約3.8公尺。2006年12月17日，市府派員在此樹前豎立新的解說石碑，但碑文有將該廟所在里區寫成「樂成里」、把「廟前」寫成「醫院前」等錯誤，因此重新鐫刻。
被視為母的榕樹根部長有樹瘤，形似烏龜，在2004年報導時約12公尺、樹圍約3公尺。2015年9月28日清晨，這棵被編為台中市珍貴老樹編號第4號的老榕在強風中倒塌，由劉東啟診斷，市府協助搶救。

## 七媽會
1917年，廟方與台中萬春宮主辦名為「五媽會」的共同祭祀活動，並邀請新港奉天宮、北港朝天宮、彰化南瑤宮、鹿港天后宮、梧棲朝元宮等五間媽祖廟參與，因兩間主辦及五間參與皆為媽祖廟，故也稱為「七媽會」。
2017年7月14日至16日間則由臺中市政府與鹿港天后宮外之六間廟共同發起舉辦「台中百年媽祖會」，六廟之媽祖依照百年前座次駐駕於台灣體大體操館前行宮，鹿港天后宮之位置則空下。期間並伴隨誦經祭祀、祈安遶境、文化嘉年華等活動，其中遶境係由行宮出發，行經萬春宮、台中火車站等地，約於中午抵達樂成宮，下午再由樂成宮出發返駕行宮；文化嘉年華則包含展覽、市集、戲劇及陣頭表演、媽祖電影放映等。

## 外部連結
- 官方网站
- 臺中樂成宮的Facebook專頁
- 臺中樂成宮—文化部文化資產局 （页面存档备份，存于）
- 臺中樂成宮—臺中市文化資產處 （页面存档备份，存于）
- 臺中樂成宮——文化部文化資產局 （页面存档备份，存于）
- 旱溪媽祖遶境十八庄——文化部文化資產局 （页面存档备份，存于）